# Râul Tidvele
Râul Tidvele este un curs de apă, afluent al râului Mușetoaia. 

## Hărți
- Harta Munților Parâng [nefuncțională – arhivă]